# Tungstat de cadmi
El tungstat de cadmi o wolframat de cadmi és un compost inorgànic, del grup de les sals, que està constituït per anions tungstat o wolframat {\displaystyle {\ce {WO4^{2-}}}} i cations cadmi (2+) {\displaystyle {\ce {Cd^{2+}}}}, la qual fórmula química és {\displaystyle {\ce {CdWO4}}}.

## Propietats
El tungstat de cadmi cristal·litza en el sistema monoclínic, amb cristalls de color groc pàl·lid. Té una densitat de 7,9 g/cm³ i un punt de fusió de 1325 °C - 1598 °C, una duresa entre 4 i 4,5. No és higroscòpic ni soluble dins aigua. És molt tòxic per inhalació. El seu índex de refracció val 2,2-2,3. El seu espectre d'emissió se situa entre 470 nm i 540 nm, i absorbeix radiació de fins a 330 nm.

## Aplicacions
S'empra, en forma de monocristalls, en la fabricació de centellejadors ja que s'excita emetent fotons de llum visible quan per ell passa radiació gamma, per la qual cosa és utilitzat per a la detecció i mesura de la radioactivitat per mitjà del registre d'aquesta luminescència. També s'empra en pintures fluorescents i en pantalles de raig X.